# Tour de Drenthe femenino 2021
La 14.ª edición del Tour de Drenthe femenino  se celebró el 23 de octubre de 2021 sobre un recorrido de 159,1 km con inicio en Assen y final en Hoogeveen en los Países Bajos.
La carrera hizo parte del UCI WorldTour Femenino 2021 como competencia de categoría 1.WWT del calendario ciclístico de máximo nivel mundial siendo la última de dicho circuito y fue ganada por la ciclista neerlandesas Lorena Wiebes del Team DSM. El podio lo completaron las  italianas Elena Cecchini del SD Worx y Eleonora Gasparrini del Valcar-Travel & Service.

## Equipos participantes
Tomaron la salida un total de 16 equipos, de los cuales participaron 7 equipos de categoría UCI WorldTeam Femenino, 9 equipos de categoría UCI Continental Team Femenino, quienes conformaron un pelotón de 75 ciclistas de los cuales terminaron 56. Los equipos participantes fueron:
| translation for headoftableIII_translate index 58 not found (7)- Alé BTC Ljubljana - Team BikeExchange - Canyon-SRAM Racing - Team DSM - Liv Racing - SD Worx - Trek-Segafredo UCI Women's continental teams (2)- Bizkaia-Durango - Team Tibco-Silicon Valley Bank Unknown team category (7)- Andy Schleck-CP NVST-Immo Losch - Bingoal Casino-Chevalmeire - GT Krush Tunap - Jumbo-Visma - NXTG Racing - Parkhotel Valkenburg - Valcar-Travel & Service |
| |

## Clasificaciones finales
Las clasificaciones finalizaron de la siguiente forma:

### Clasificación general
| \| Clasificación general \| Clasificación general \| Clasificación general \| Clasificación general \| Clasificación general \| \| Ciclista \| Ciclista \| Equipo \| Tiempo \| \| \| --------------------- \| --------------------- \| ------------------------- \| --------------------- \| --------------------- \| \| 1.ª \| Lorena Wiebes \| Team DSM \| 4 h 07 min 34 s \| \| \| 2.ª \| Elena Cecchini \| SD Worx \| + 0 s \| \| \| 3.ª \| Eleonora Gasparrini \| Valcar-Travel & Service \| + 0 s \| \| \| 4.ª \| Elise Chabbey \| Canyon-SRAM Racing \| + 0 s \| \| \| 5.ª \| Floortje Mackaij \| Team DSM \| + 0 s \| \| \| 6.ª \| Pfeiffer Georgi \| Team DSM \| + 0 s \| \| \| 7.ª \| Franziska Koch \| Team DSM \| + 6 s \| \| \| 8.ª \| Susanne Andersen \| Team DSM \| + 1 min 15 s \| \| \| 9.ª \| Chiara Consonni \| Valcar-Travel & Service \| + 1 min 15 s \| \| \| 10.ª \| Nina Kessler \| Tibco-Silicon Valley Bank \| + 1 min 15 s \| \| |                     |                           |                 |
| |                     |                           |                 |
| Fuentes: ProCyclingStats Cycling Quotient |                     |                           |                 |
| Clasificación general |                     |                           |                 |
| Ciclista | Ciclista            | Equipo                    | Tiempo          |
| 1.ª | Lorena Wiebes       | Team DSM                  | 4 h 07 min 34 s |
| 2.ª | Elena Cecchini      | SD Worx                   | + 0 s           |
| 3.ª | Eleonora Gasparrini | Valcar-Travel & Service   | + 0 s           |
| 4.ª | Elise Chabbey       | Canyon-SRAM Racing        | + 0 s           |
| 5.ª | Floortje Mackaij    | Team DSM                  | + 0 s           |
| 6.ª | Pfeiffer Georgi     | Team DSM                  | + 0 s           |
| 7.ª | Franziska Koch      | Team DSM                  | + 6 s           |
| 8.ª | Susanne Andersen    | Team DSM                  | + 1 min 15 s    |
| 9.ª | Chiara Consonni     | Valcar-Travel & Service   | + 1 min 15 s    |
| 10.ª | Nina Kessler        | Tibco-Silicon Valley Bank | + 1 min 15 s    |

## Ciclistas participantes y posiciones finales
Convenciones:
- AB: Abandono
- FLT: Retiro por llegada fuera del límite de tiempo
- NTS: No tomó la salida
- DES: Descalificada o expulsada

## UCI WorldTour Femenino
El Tour de Drenthe femenino otorgó puntos para el UCI World Ranking Femenino  y el UCI WorldTour Femenino para corredoras de los equipos en las categorías UCI WordTeam Femenino y UCI Women's continental teams. Las siguientes tablas muestran el baremo de puntuación y las 10 corredoras que obtuvieron más puntos:
| Posición   | 1.ª | 2.ª | 3.ª | 4.ª | 5.ª | 6.ª | 7.ª | 8.ª | 9.ª | 10.ª | 11.ª | 12.ª | 13.ª | 14.ª | 15.ª | 16.ª-20.ª | 21.ª-30.ª | 31.ª-40.ª |
| Puntuación | 400 | 320 | 260 | 220 | 180 | 140 | 120 | 100 | 80  | 68   | 56   | 48   | 40   | 32   | 28   | 24        | 16        | 8         |

| Clasificación |              |        |        |
| Posición      | Ciclista     | Equipo | Puntos |
| ------------- | ------------ | ------ | ------ |
| 1.ª           | Bandera de ? |        | 400    |
| 2.ª           | Bandera de ? |        | 320    |
| 3.ª           | Bandera de ? |        | 260    |
| 4.ª           | Bandera de ? |        | 220    |
| 5.ª           | Bandera de ? |        | 180    |
| 6.ª           | Bandera de ? |        | 140    |
| 7.ª           | Bandera de ? |        | 120    |
| 8.ª           | Bandera de ? |        | 100    |
| 9.ª           | Bandera de ? |        | 80     |
| 10.ª          | Bandera de ? |        | 68     |